# Holopelus albibarbis
Holopelus albibarbis är en spindelart som beskrevs av Simon 1895. Holopelus albibarbis ingår i släktet Holopelus och familjen krabbspindlar. Inga underarter finns listade i Catalogue of Life.